# Hacıbeyli, Kozan
Hacıbeyli là một xã thuộc huyện Kozan, tỉnh Adana, Thổ Nhĩ Kỳ. Dân số thời điểm năm 2009 là 1.07 người.